# Prusíny

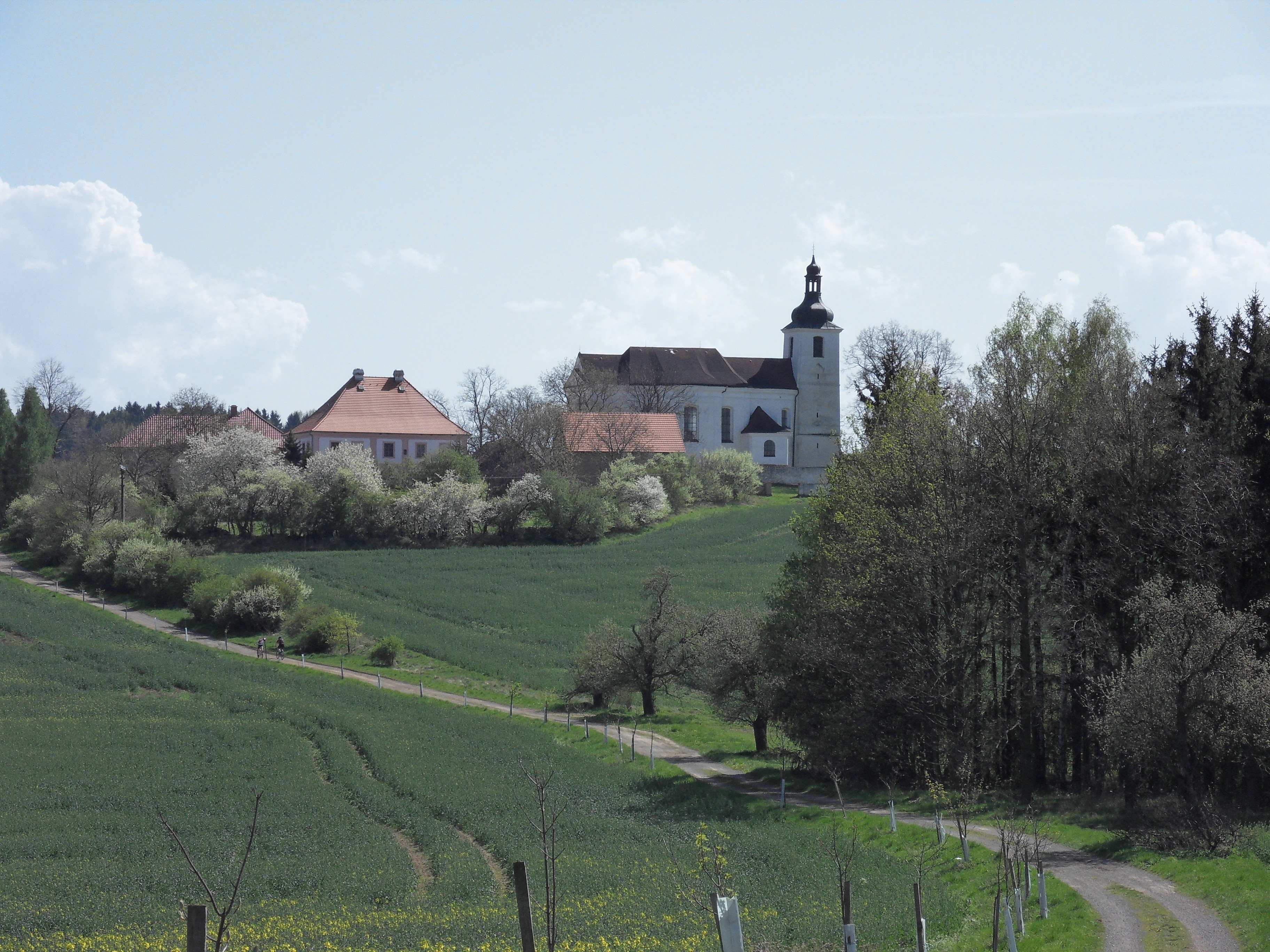
Prusíny

Prusíny (deutsch Prusing) ist ein zur Gemeinde Nebílovy gehöriger Weiler im Okres Plzeň-jih,  Tschechien. Die Ansiedlung besteht nur aus einer Kirche mit Friedhof sowie der Pfarrwirtschaft und Schulhaus.

## Geographie
Prusíny befindet sich einen Kilometer südwestlich von Nebílovy bzw. 500 m nordwestlich von Netunice in 443 m ü. M. auf einem Hügel. Westlich befindet sich Předenice.

## Geschichte
Erste Nachweise über die Kirche Jakobus des Älteren in Prusíny stammen aus dem Jahre 1365 und seit 1384 ist sie als Pfarrkirche belegt. Während der Hussitenkriege stand sie unter dem Patronat Vílem Netunický z Nebílov, der ein entschiedener Gegner der Lehre von Jan Hus war und 1425 und 1433 wieder katholische Geistliche einsetzte. Schließlich verfiel die Pfarrstelle und die Kirche wurde zur Filiale.
Im Zuge der Rekatholisierung Böhmens während des Dreißigjährigen Krieges wurde die Jakobuskirche 1642 wieder zur Pfarrkirche erhoben.
Ihr Pfarrbezirk umfasste die Dörfer Nettonitz, Nebillau, Tschischitz, Borek b. Stienowitz, Pschedenitz, Strischowitz und Hag (Háje).
1722 erfolgte nach Plänen von Franz Maximilian Kaňka im Auftrag der Gräfin Maria Theresia von Vrtba auf Žinkovy für 20.000 Gulden aus dem Vermächtnis ihres Vaters, des Feldmarschalls Adam Heinrich von Steinau, der hier seine letzte Ruhestätte fand, die barocke Neugestaltung der Kirche und des Pfarrhauses. Die Grabstätte des Marschalls erhielt dabei eine Abdeckung aus Marmor, die das Familienwappen trägt. Um 1800 erfolgte eine Öffnung der Gruft, wobei eine Beschreibung der sterblichen Reste des Marschalls, seiner Frau und eines wahrscheinlich weiblichen Kindes gefertigt wurde.
Der zur Kirche gehörige Friedhof wurde 1905 erweitert.
Die Gründung einer einklassigen Pfarrschule erfolgte 1774 auf Edikt Maria Theresias. Die ersten 120 Jahre wurde der Unterricht in Prusíny durch die Lehrerfamilie Špilar erteilt. 1868 wurde anstelle der alten Kaluppe ein neues Schulhaus eingeweiht, in dem ein dreiklassiger Unterricht aufgenommen wurde.
1906 begann nach einer Erweiterung des Schulgebäudes der vierklassige Unterricht. Seit 1925 diente die Schule der zweijährigen Ausbildung von Volkswirten. Die Einstellung des Schulbetriebes erfolgte 1980.
Die frühere Schule ist Sitz der ökologischen Vereinigung „Ametyst“, die im Schulgartengelände ökologische Schaupfade aufbauen will.
Im September findet in Prusíny jährlich das vom Dominikanerkloster in Pilsen veranstaltete Theater- und Musikfestival PRKULE (Prusinské kulturní léto) statt. Dabei wird in der Kirche eine traditionelle Kirchweih gefeiert.